# City Night Line CNL

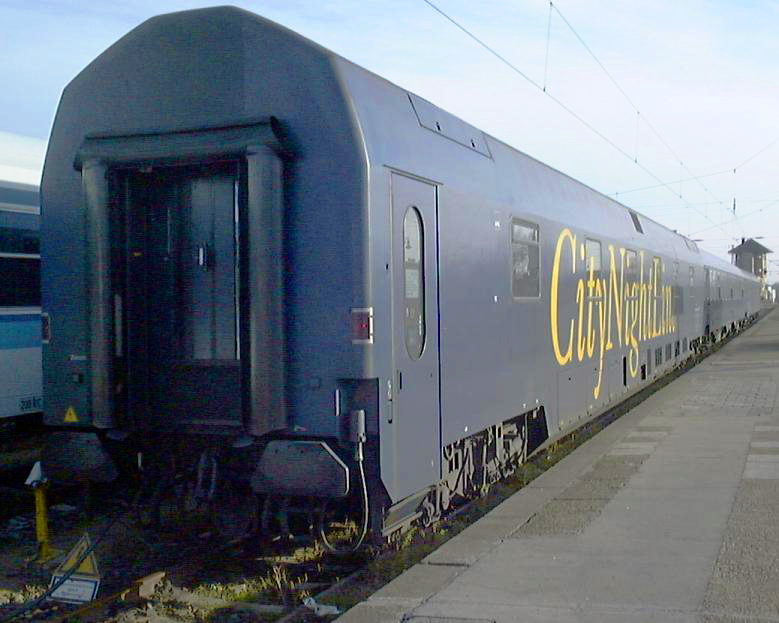
City-Night-Line-Schlafwagen in älterer Farbgebung

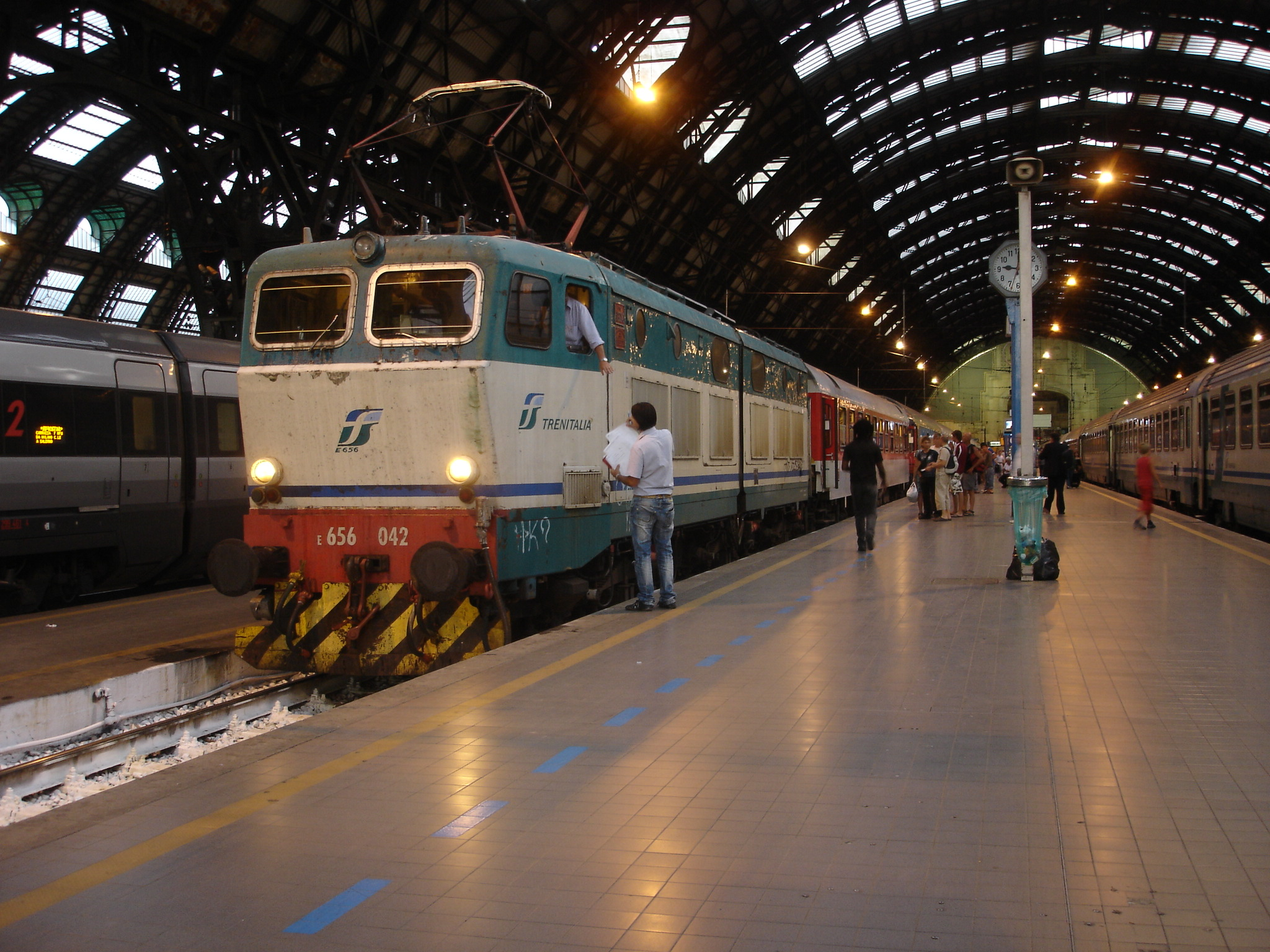
CNL 300 nach Amsterdam im Juli 2008 abfahrbereit in Mailand Zentralbahnhof

Die City Night Line CNL AG ist die ehemalige Betreibergesellschaft von Nachtreisezügen auf Bahnstrecken in Deutschland, den Niederlanden, in Österreich, der Schweiz, Dänemark, Tschechien, Italien und Frankreich. Das Unternehmen, zuerst eine Tochtergesellschaft von Deutscher Bahn (DB), Österreichischen Bundesbahnen (ÖBB) und Schweizerischen Bundesbahnen (SBB) war eine Aktiengesellschaft nach schweizerischem Recht mit Sitz in Zürich und wurde 2010 aufgelöst. Die vom Unternehmen betriebene Zuggattung City Night Line wurde seit 2010 von der DB AutoZug betrieben, die im September 2013 auf die DB Fernverkehr verschmolzen wurde.

## Geschichte
1991 wurde das Unternehmen DACH Hotelzug AG von der Deutschen Bundesbahn (DB), der Österreichischen Bundesbahnen (ÖBB) und der Schweizerischen Bundesbahnen (SBB) gegründet. Die ARGE Hotelzug, ein Industriekonsortium bestehend aus Schindler Waggon, Waggonfabrik Talbot, Simmering-Graz-Pauker und Konsortium Wagenausrüstung Hotelzug (KWH), wurde mit der Ausarbeitung von Doppelstockschlafwagen zweier Komfortstufen, Ruhesesselwagen und Service-/Speisewagen beauftragt. 1992 wurden dann insgesamt 54 Schlafwagen neu bestellt, die Ruhesessel- und Speisewagen wurden aus Kostengründen aus bestehenden Wagen umgebaut. 1994 ging der Anteil der DB auf die Deutsche Bahn über. 1995 wurde das Unternehmen entsprechend der Zuggattung in City Night Line CNL AG (auch kurz CNL AG) umbenannt und die ersten Züge ab 28. Mai 1995 betrieben. Seit dem Ausstieg der ÖBB und der SBB war das Unternehmen eine Tochter der DB Fernverkehr und gehörte somit zum DB-Konzern. Die Züge wurden nun in Kooperation mit der Schwestergesellschaft DB AutoZug betrieben.
Im Jahr 2000 zählte das Unternehmen 460.000 Fahrgäste, im Jahr 2001 lag deren Zahl bei 490.000. Der Umsatz stieg im gleichen Zeitraum um eine Million auf 64,5 Millionen Franken.
Zum 9. Dezember 2007 wurde der Nachtreiseverkehr der Deutschen Bahn unter der Marke City Night Line gebündelt, die neue Zuggattung ersetzte damit den DB NachtZug, den UrlaubsExpress und den bisherigen CityNightLine. Neben einem einheitlichen Standard in Komfort und Service wurde auch die Farbgebung erneuert; beim City Night Line wurde das bisherige Blau durch Lichtgrau mit rotem Fensterband ersetzt. Die Züge des City Night Line fuhren nun auch nach Italien und Frankreich.
Mit dem Fahrplanwechsel am 14. Dezember 2008 wurde das Zugangebot stark verändert; z. B. wurden einzelne Züge bzw. Zugteile in Frankfurt am Main gekuppelt bzw. geteilt. Bestimmte Relationen wurden nur noch am Wochenende angeboten und andere Linien, darunter Hamburg–Paris, komplett eingestellt.

## Zuggattung City Night Line 2010 bis 2016
Zum 1. Januar 2010 wurde der gesamte Geschäftsbetrieb des City Night Line einschließlich sämtlicher damit verbundenen Nebenaktivitäten komplett an die Schwestergesellschaft DB AutoZug in Dortmund übertragen. Der Produktname und die Zuggattung City Night Line blieben erhalten. Im September 2013 wurde DB AutoZug aufgelöst und auf die DB Fernverkehr verschmolzen; die Schweizer Aktiengesellschaft wurde im selben Jahr aufgelöst und liquidiert. Die Betreibergesellschaft DB European Railservice stellte im Dezember 2016 den Zugverkehr ein. Diverse Wagen wurden an die ÖBB verkauft. Diese betreibt seit dem Fahrplanwechsel 2016/2017 zusätzlich EuroNight-Nachtzüge mit der Bezeichnung ÖBB Nightjet
- zwischen München und Italien über Salzburg,
- zwischen Düsseldorf und Hamburg über München und
- zwischen Hamburg und Zürich über Berlin.

Die anderen bisherigen Strecken des City Night Line wurden im Schlaf- und Liegewagenverkehr aufgegeben.